# 葛莉
葛莉（土耳其語：Gli）是土耳其的一隻雌性歐洲短毛貓，以居住在伊斯坦堡聖索菲亞大教堂而聞名。

## 生平
葛莉於2004年出生在伊斯坦堡的聖索菲亞大教堂，是其母索菲（Sofi）所生的三隻小貓之一；其兄弟姊妹分別為帕提（Pati）和庫茲姆（Kızım），其中帕提早夭。葛莉本身曾經有過一個名為卡拉庫茲（Karakız）的女兒，卡拉庫茲在被遊覽車撞傷後，受到安樂死處置。
葛莉是參觀聖索菲亞大教堂的遊客所矚目的焦點，許多遊客會與牠合影。
2009年4月，美國總統歐巴馬在土耳其總理艾爾段的陪同下參訪聖索菲亞大教堂期間，遇到並撫摸了葛莉，經媒體報導後，使葛莉在國際上一夕爆紅。
2020年7月，聖索菲亞大教堂被改為阿亞索菲亞清真寺，引發外界對葛莉去留的關注。總統發言人易卜拉欣·卡林表示葛莉將會繼續留在原居地：「那隻貓（葛莉）已經很有名，這裡也有些還沒出名的貓。那隻貓（葛莉）會留在這，所有的貓都歡迎來我們的清真寺」。
2020年9月，高齡16歲的葛莉由於年老導致的心臟問題而被緊急送醫治療。11月7日，牠在萊文特區的一家獸醫診所內去世，伊斯坦堡省省長阿里·耶里卡亞在推特上公告了葛莉的死訊。

## 外部連結
- 葛莉的Instagram帳戶